# Berea (Kentucky)
Pour les articles homonymes, voir Berea.
La ville de Berea est située dans le comté de Madison, dans l’État du Kentucky, aux États-Unis. Sa population s’élevait à 13 561 habitants lors du recensement de 2010, estimée à 15 147 habitants en 2016.

## Personnalités liées à la ville
- bell hooks, universitaire féministe et autrice, y est morte en 2021.
- Jean Ritchie, chanteuse de folk, y est morte en 2015.
- Tony Snow, journaliste, y est né en 1955.